# EF-ruka

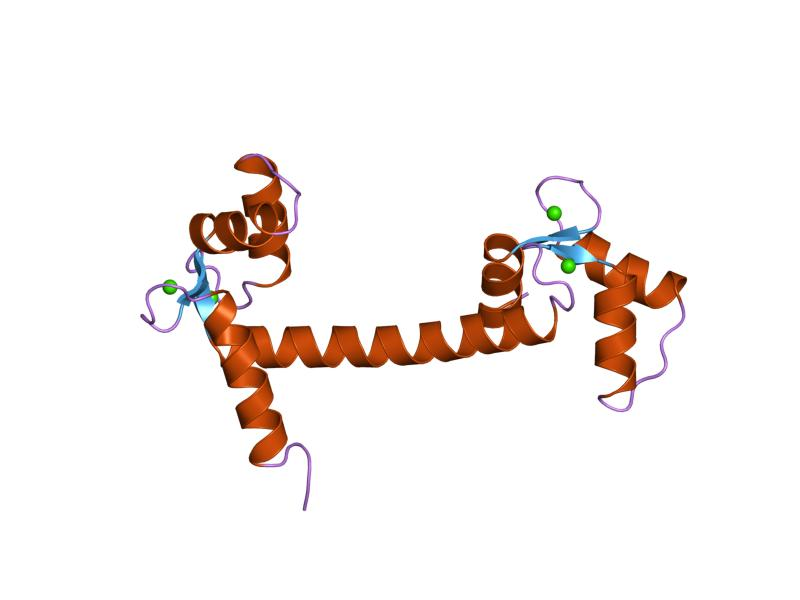
Kalmodulin z prvoka Paramecium – patrný motiv EF-ruky

EF-ruka (z angl. EF-hand) je proteinový motiv složený ze dvou alfa-helixů („helix-turn-helix“), který váže vápenaté ionty. EF hand byl popsán u kalmodulinu a pojmenován podle toho, že ho tvoří helixy E a F, a že připomíná lidskou ruku v určité poloze – jeho stavbu je možné napodobit pomocí pravé ruky, přičemž palec a ukazovák ukazují ven a zbytek prstů je sbalen v pěsti. Palec a ukazovák v takovém případě představují helixy E a F, zatímco zbytek dlaně reprezentuje smyčku, v níž je navázán atom vápníku.
EF-ruka se vyjma kalmodulinu vyskytuje i v mnohých dalších vápník vázajících proteinech – k takovým patří např. různé enzymy (proteinkinázy s kalmodulinovou doménou či proteáza kalpain), cytoskeletární proteiny (alfa-aktinin, centrin, troponin C) a další (kalbindin-D28K, kalretinin, parvalbumin, S100 proteiny a rekoverin).